# Es Devlin
Esmeralda Devlin (conhecida como Es Devlin)  OBE RDI (/ɛz/; nascida em 1971) é uma artista e cenógrafa que trabalha com diversas mídias, geralmente usando luminotecnia e projeções em formas esculturais cinéticas. Atualmente ela mora em Londres.

## Biografia
Es Devlin nasceu em Kingston upon Thames, Londres, em 1971. Ela estudou Literatura Inglesa na Universidade de Bristol, seguido de um curso de Fundamentos em Artes na Central Saint Martins se especializando em cenografia. Enquanto fazia seus estudos, ela preparou os adereços para o Le Cirque Invisible, a companhia de circo fundada por Victoria Chaplin e seu marido, Jean-Baptiste Thierrée.

## Carreira
Ela começou trabalhando com teatro e com óperas experimentais. Depois de um tempo trabalhando para o London's Bush Theatre, ela trabalhou para o National Theatre em 1988 quando Trevor Nunn lhe pediu para projetar um cenário para uma reedição da peça Betrayal de Harold Pinter. Desde então ela trabalha com projetos de esculturas para o teatro. "Cada um de seus designs é um ataque à noção que um cenário é meramente um cenário" escreveu Andrew O'Hagan no The New Yorler em 2016. Devlin "está em alta porque ela consegue entrar no éter psicológico de cada produção e fazer ela brilhar com significado."
Em setembro de 2018 foi anunciado que Es Devlin projetaria o Pavilhão do Reino unido na Exposição Mundial de 2020, em Dubai. Conhecido como o Poem Pavillon, ele terá uma "mensagem pro espaço" iluminada no qual cada um dos 25 milhões de visitantes esperados serão convidados a contribuir. Devlin é a primeira mulher selecionada pelo Reino Unido desde que as exposições começaram em 1851.
Sua escultura luminosa fluorescente vermelha Fifth Lion usava inteligência artificial e gerava poesia coletiva para multidões em Trafalgar Square durante o Festival de Design de Londres em setembro de 2018.
The Singing Tree, uma instalação no Museu Victoria e Albert que misturava uma máquina de aprendizado automático com som e luz a partir da contribuição dos visitantes do museu. O trabalho foi visto por mais de dez mil visitantes do museu no natal de 2017. A árvore foi criada em colaboração com o vídeo designer Luke Halls, o creative technologist Ross Goodwin, a agência criativa Sunshine e com música e som da companhia Red.Lab.
Devlin fez esculturas de larga escala para os palcos para a tour de artistas como Beyoncé, Kanye West, Adele, U2, The Weeknd, Lorde, Pet Shop Boys e na Royal Opera House em Londres. Ela também projetou a cerimônia de fechamentos das Olimpíadas de Londres em 2012 e a cerimônia de abertura das Olimpíadas do Rio em 2016.
Seu trabalho recebeu três prêmios Olivier. Ela é colaboradora da Universidade de Artes de Londres. Ela recebeu o título de Oficial da Ordem do Império Britânico (OBE) em 2015. Em 2018 ela foi eleita para a Royal Designer for Industry para cenografia.
Devlin apareceu no episódio três da primeira temporada da série documental da Netflix, Abstract: The Art of Design.

## Tournês musicais projetadas/dirigidas
- Adele - Adele Live 2016
- Beyoncé - The Formation World Tour
- Jay-Z & Kanye West - Watch the Throne Tour
- Joey Yung - Pretty Crazy Tour
- Kanye West - Glow in the Dark Tour
- Kanye West - Yeezus Tour
- Lady Gaga - Monster Ball Tour
- Miley Cyrus - Bangerz Tour
- Muse - The Resistence Tour
- Pet Shop Boys - Electric Tour
- Pet Shop Boys - Pandemonium Tour
- Take That - Progress Live
- Take That - Take That Presents: The Circus Live
- The Weeknd - Starboy: Legend of the Fall Tour
- U2 - Innocence + Experience Tour
- U2 - Experience + Innoccence Tour

## Outros projetos/direções musicais
- Adele - Adele Live in New York City
- Kanye West - Atlantic City
- Kanye West - VH1 Storytellers
- Lorde - Coachella Festival 2017
- Lorde - Glastonbury Festival 2017
- Stormzy - 2018 Brit Awards
- The Rolling Stones - Hyde Park Live
- The Weeknd - Coachella Festival 2019
- The Weeknd - American Music Awards 2016
- The Weeknd - The Tonight Starring Jimmy Fallon 2016

## Reconhecimento
Em dezembro de 2013, foi eleita uma das 100 mulheres mais influentes do mundo pela BBC.